# Czarnusznik
Czarnusznik, łyszczyca (Garidella L.) – rodzaj roślin jednorocznych z rodziny jaskrowatych. Obejmuje dwa gatunki rosnące w Europie południowej i w Azji południowo-zachodniej do centralnej. Bywają łączone z rodzajem czarnuszka Nigella w szerokim jego ujęciu, ale od innych zaliczanych do niego roślin odróżniają się dłuższymi płatkami korony od działek kielicha.

## Systematyka

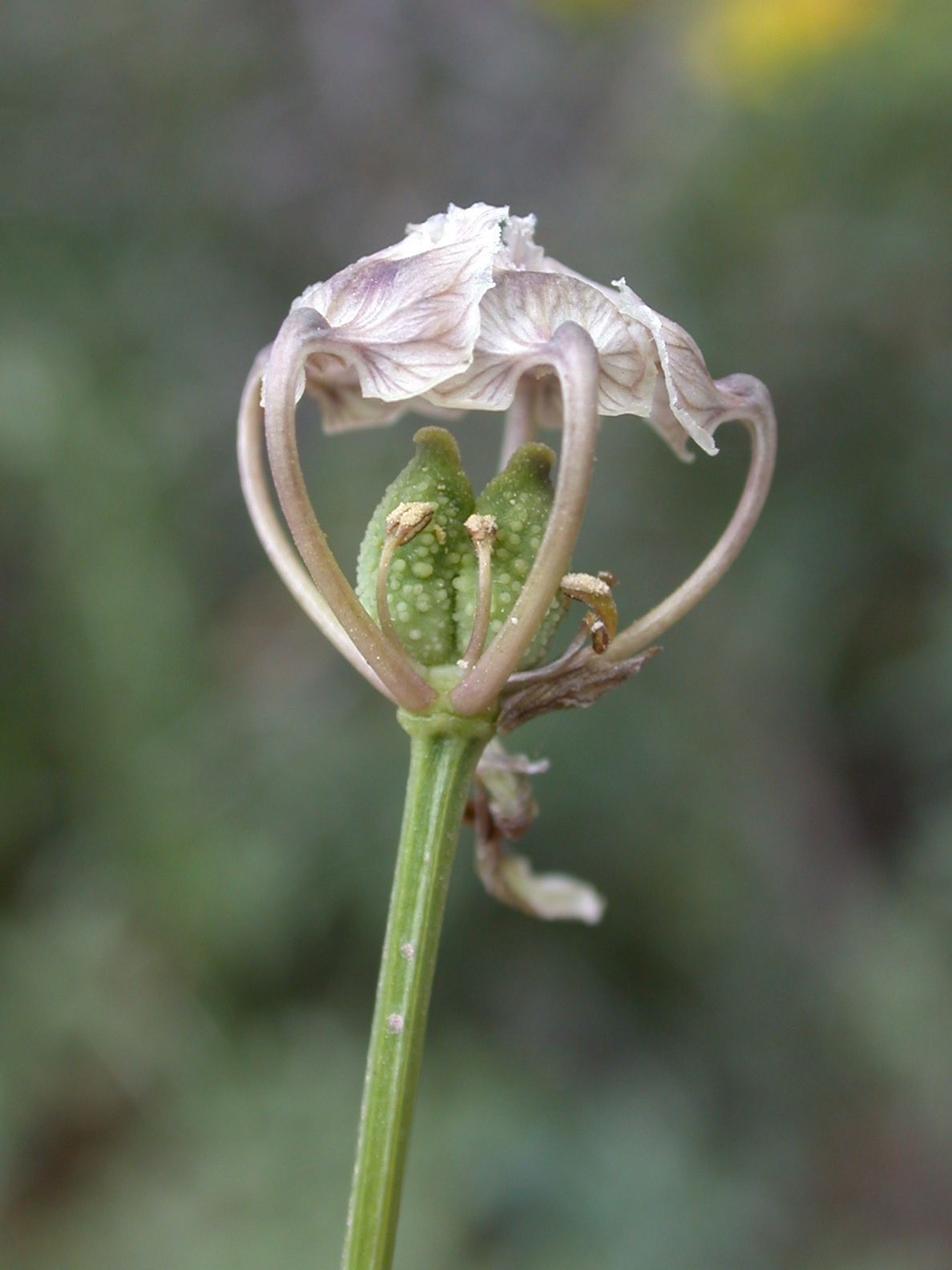
Garidella unguicularis

Rodzaj z podrodziny Ranunculoideae Arnott, rodziny jaskrowatych (Ranunculaceae) z rzędu jaskrowców (Ranunculales), należących do kladu dwuliściennych właściwych (eudicots). Reprezentuje plemię Nigelleae. Bywa włączany do rodzaju czarnuszka Nigella w szerokim jego ujęciu.
Wykaz gatunków
- Garidella nigellastrum L. (synonim Nigella nigellastrum Willk.)
- Garidella unguicularis Lam. (synonim Nigella unguicularis (Poir) Spenn.)